# 一卡美鑽
一卡美鑽（日语：ワンカラット），是日本純種競賽馬匹。生涯活躍於短途一哩賽事，曾於2009年勝出雌馬賽，亦於其後贏得函館短途錦標、堅蘭盃及海洋錦標。

## 出賽前
2006年4月3日出生於北海道千歲市社台牧場，成長途中被馬主青山洋一購入。
其後交由栗東訓練中心練馬師藤岡健一訓練。

## 競賽生涯

### 2歲
2008年8月10日出戰小倉競馬場2歲新馬戰，保持於第二的位置在直路順利加速衝出，最終成功取得首勝。
其後開始挑戰分級賽，但出戰小倉兩歲錦標及每日盃兩歲錦標均未能發揮實力，分別以第五及第六完賽。
11月9日出戰夢幻錦標，本次比賽選擇於中後方位置穩步推進，並於同過彎道時候稍為抽出外檔。進入直路後，其於外檔位置瞬間衝刺，但仍然未能超越前方的Inazuma Amaryllis，以頸位差距落敗得第二。
其後挑戰一級賽阪神兩歲牝馬錦標，然而於直路大幅失速，最終以第十二大敗。

### 3歲
歷經充足的休養後，其於2009年以雌馬賽作為首戰。比賽開始後，其迅速進佔先頭第三的位置，跟隨前方的La Verita及Kiri Concert推進，並於通過彎道時提早發力透出。進入直路後，其繼續以貼欄的姿態輕鬆衝刺，最終順利衝出之下擺脱I Am Kamino Mago的追擊，以1 3/4馬位優勢取得首個分級賽冠軍。
其後利用優先出賽權出戰櫻花賞，本次比賽其改變策略，於初段以緩慢的姿態展開，並保持於約莫第十二的靠後位置。進入直路後，其嘗試於中檔位置加速追擊前方的賽駒，雖然於中段成功進入狀態，但最終仍然敗於迷人景致、紅色夢想及Germinal以第四完賽。
完成櫻花賞後，陣營考慮到其距離上的適性，決定放棄出戰優駿牝馬（日本橡樹大賽）並參戰NHK一哩賽。然而於比賽途中，其採用留後的戰術逐步追走，於直路上未能發揮最大的速度之下僅跑獲一席第六。
進入秋季後，其表現更進一步下降，於熱身賽玫瑰錦標中以第十大敗，出戰秋華賞亦僅跑獲第七，而於年末縮程的阪神盃更跑出尾三第十六的慘烈戰績。

### 4歲
2010年首戰選擇為京都牝馬錦標，比賽初段其選擇進佔先頭位置穩步推進，但於直路上未能追上前方的最佳定位及札列馬，再被凌厲後上的Hikaru Amaranthus超越，以第四的戰績完賽。
2月28日以阪急盃為目標，本次賽事其繼續運用先行戰術，快速進佔第五的位置後保持節奏，通過彎道時準備發力望空。進入直路後，雖然其能夠繼續以穩定的速度衝刺，但一直被同樣位置的榮進快蹄壓制下無法戰勝對手，最終落敗取得第二。
但其後未能保持此兩戰時的表現，於阪神牝馬錦標中以第九落敗，出戰維多利亞一哩賽亦僅跑獲第七。
完成維多利亞一哩賽後，陣營原定安排其出戰安田紀念，但由於駒積獎金不足而被排除於名單之外，因而改為以1星期後的CBC賞作為目標。比賽開始後，其以居中的戰略展開賽事，維持穩定的節奏下於直路發揮不足的表現，最終僅敗於頭條之星及衝鋒駿驥取得第三。
夏季其並未進入放草狀態，而是繼續出戰賽事並以函館短途錦標作為目標。比賽開始後，出閘不俗的一卡美鑽選擇跟前搶位，成功貼欄後保持於約莫第五左右的位置推進。進入直路後，其於所在位置輕鬆衝出並進入加速狀態，最終亦能逐步拉開其他對手，以1分8.2秒的破記錄時間取得第二個分級賽冠軍。
贏得函館短途錦標後其繼續於短途戰線作賽，並出戰8月下旬的堅蘭盃。比賽開始後，其繼續以先行的形式展開賽事，但於通過第三彎道時和其他賽駒有所碰撞，造成左前腳及右後腳蹄鐵跌落。然而其並未受到此狀況影響，於通過第四彎道時開始加速，直路率先透出下繼續和細味人生展開爭奪，最終成功壓過對手取得冠軍。
進入秋季後其直行短途馬錦標，雖然比賽途中一直維持於中團有遮擋位置等待時機，但於直路上的加速未盡如意無法追上前方賽駒，最終僅能跑獲第五。

### 5歲
2011年首戰為阪急盃，雖然於賽前取得第二人氣，但於通過彎道時陷入不利的局面，未能於直路扭轉劣勢下以第五落敗。
其後以高松宮紀念作為目標，採取先行戰術下於直路突然失速，最終以第十五大敗。
賽後，陣營認為其突然失速的表現有異，安排其進行詳細檢查下確認為左前腳蹄骨骨折，因而進入休養。
10月29日於天鵝錦標中復出，但狀態未完全恢復下僅能跑獲第七的戰績。
11月26日出戰三級賽京阪盃，雖然成功保持於有利位置並於直路衝出取得第三，但於其後12月的阪神盃卻再次因為失速以第十二大敗。

### 6歲
2012年陣營安排其以公開賽淀距離錦標作為首戰，比賽初段落於後方下繼續保持此位置，於直路猛烈追擊超越不少對手取得第四。
其後出戰海洋錦標，賽前僅獲得第九人氣。比賽開始後，其保持於約莫第八的位置展開推進，並於通過彎道時候稍為向前加速。進入直路後，其於內欄位置展開衝刺，跑出一段凌厲的速度下成功突破，最終以3/4馬位優勢壓贏同樣時間衝出的大獎天使再度取得勝利。
贏得海洋錦標後原定以高松宮紀念作為目標，但左前腳出現不適下避戰，隨後陣營更宣佈安排其退役。

### 詳細賽績
| 日期       | 舉辦國家 | 馬場 | 距離   | 級別   | 賽事名稱         | 負重 | 騎師     | 馬號 | 出馬 | 名次 | 時間   | 頭馬（二馬）         |
| ---------- | -------- | ---- | ------ | ------ | ---------------- | ---- | -------- | ---- | ---- | ---- | ------ | -------------------- |
| 10/8/2008  | 日本     | 小倉 | 草1200 |        | 2歲新馬          | 54   | 岩田康誠 | 12   | 12   | 1    | 1:09.0 | （再上高峰）         |
| 7/9/2008   | 日本     | 小倉 | 草1200 | JpnIII | 小倉兩歲錦標     | 54   | 藤岡康太 | 6    | 16   | 5    | 1:09.5 | De Gratia            |
| 18/10/2008 | 日本     | 京都 | 草1600 | JpnII  | 每日盃兩歲錦標   | 54   | 藤岡佑介 | 2    | 12   | 6    | 1:33.8 | Schon Wald           |
| 9/11/2008  | 日本     | 京都 | 草1400 | JpnIII | 夢幻錦標         | 54   | 藤岡佑介 | 1    | 14   | 2    | 1:23.7 | Inazuma Amaryllis    |
| 14/12/2008 | 日本     | 阪神 | 草1600 | JpnI   | 阪神兩歲牝馬錦標 | 54   | 岩田康誠 | 12   | 18   | 12   | 1:36.7 | 迷人景致             |
| 15/3/2009  | 日本     | 阪神 | 草1400 | JpnII  | 雌馬賽           | 54   | 藤岡佑介 | 7    | 16   | 1    | 1:22.4 | （I Am Kamino Mago） |
| 12/4/2009  | 日本     | 阪神 | 草1600 | JpnI   | 櫻花賞           | 55   | 藤岡佑介 | 6    | 18   | 4    | 1:34.4 | 迷人景致             |
| 10/5/2009  | 日本     | 東京 | 草1600 | GI     | NHK一哩賽        | 55   | 藤岡佑介 | 7    | 18   | 6    | 1:33.3 | 咖啡寶               |
| 20/9/2009  | 日本     | 阪神 | 草1800 | GII    | 玫瑰錦標         | 54   | 藤岡佑介 | 14   | 18   | 10   | 1:45.7 | 寶黛大道             |
| 8/10/2009  | 日本     | 京都 | 草2000 | GI     | 秋華賞           | 55   | 藤岡佑介 | 11   | 18   | 7    | 1:58.9 | 紅色夢想             |
| 20/12/2009 | 日本     | 阪神 | 草1400 | GII    | 阪神盃           | 54   | 藤岡佑介 | 7    | 18   | 16   | 1:21.6 | 拳壇奇蹟             |
| 31/1/2010  | 日本     | 京都 | 草1600 | GIII   | 京都牝馬錦標     | 54   | 藤岡佑介 | 5    | 15   | 4    | 1:36.5 | Hikaru Amaranthus    |
| 28/2/2010  | 日本     | 阪神 | 草1400 | GIII   | 阪急盃           | 55   | 藤岡佑介 | 4    | 16   | 2    | 1:21.6 | 榮進快蹄             |
| 10/4/2010  | 日本     | 阪神 | 草1400 | GII    | 阪神牝馬錦標     | 55   | 藤岡佑介 | 9    | 18   | 9    | 1:20.8 | I Am Kamino Mago     |
| 16/5/2010  | 日本     | 東京 | 草1600 | GI     | 維多利亞一哩賽   | 55   | 藤岡佑介 | 13   | 18   | 7    | 1:32.5 | 迷人景致             |
| 13/6/2010  | 日本     | 京都 | 草1200 | GIII   | CBC賞            | 54   | 藤岡佑介 | 8    | 18   | 3    | 1:09.1 | 頭條之星             |
| 4/7/2010   | 日本     | 函館 | 草1200 | GIII   | 函館短途錦標     | 54   | 藤岡佑介 | 1    | 15   | 1    | 1:08.2 | （加登快駒）         |
| 29/8/2010  | 日本     | 札幌 | 草1200 | GIII   | 堅蘭盃           | 54   | 藤岡佑介 | 10   | 16   | 1    | 1:08.4 | （細味人生）         |
| 3/10/2010  | 日本     | 中山 | 草1200 | GI     | 短途馬錦標       | 55   | 藤岡佑介 | 8    | 16   | 5    | 1:07.7 | 極奇妙               |
| 27/2/2011  | 日本     | 阪神 | 草1400 | GIII   | 阪急盃           | 55   | 藤岡佑介 | 7    | 16   | 5    | 1:20.6 | 聖卡羅               |
| 27/3/2011  | 日本     | 阪神 | 草1200 | GI     | 高松宮紀念       | 55   | 藤岡佑介 | 15   | 16   | 15   | 1:09.6 | 拳壇奇蹟             |
| 29/10/2011 | 日本     | 京都 | 草1400 | GII    | 天鵝錦標         | 55   | 藤岡佑介 | 1    | 18   | 7    | 1:20.4 | 北歐神劍             |
| 26/11/2011 | 日本     | 阪神 | 草1200 | GIII   | 京阪盃           | 55   | 藤岡佑介 | 7    | 15   | 3    | 1:08.4 | 龍王                 |
| 17/12/2011 | 日本     | 阪神 | 草1400 | GII    | 阪神盃           | 55   | 藤岡佑介 | 5    | 18   | 12   | 1:21.6 | 聖卡羅               |
| 9/1/2012   | 日本     | 京都 | 草1200 | OP     | 淀短距離錦標     | 57   | 藤岡佑介 | 9    | 14   | 4    | 1:08.7 | 榮進德民             |
| 3/3/2012   | 日本     | 中山 | 草1200 | GIII   | 海洋錦標         | 54   | 藤岡佑介 | 2    | 16   | 1    | 1:09.2 | （大獎天使）         |

## 退役後
退役後，一卡美鑽成為了繁殖雌馬，於北海道千歲市社台牧場休養，在2012年進行配種。首匹子嗣One to One在2013年出生，可於2015年出賽。
2014年3月19日，其於產出第二匹子嗣Kiss Me Once後突然死亡，享年8歲。

### 詳細繁殖資料
| 數目   | 馬名         | 出生年 | 性別 | 父系   | 練馬師         | 馬主     | 戰績                        |
| ------ | ------------ | ------ | ---- | ------ | -------------- | -------- | --------------------------- |
| 第一匹 | One to One   | 2013   | 雌   | 大震撼 | 栗東・藤岡健一 | 青山洋一 | 29戰5冠8亞2季（退役・繁殖） |
| 第二匹 | Kiss Me Once | 2014   | 雌   | 新宇宙 | 栗東・角田晃一 | 吉田千津 | 22戰1冠0亞1季（退役・繁殖） |

## 血統簡介
父系飛霸爲愛爾蘭生產的意大利及英國賽駒，生涯戰績彪炳，曾勝出日本盃、伊斯巴翰錦標、日蝕大賽、英國國際錦標、女皇伊利沙伯二世錦標及香港盃等六項一級賽，退役後亦有優秀的配種成績。祖父神話王為美國賽駒，生涯僅出戰一場賽事，但於血統上極其優秀，爲美國著名種馬鞍匠井之全兄，退役後被輸出至歐洲並成爲當地優秀種馬之一。
母系Baldwina為法國賽駒，生涯戰績不俗，曾勝出三級賽潘娜洛普錦標。外祖父Pistolet Bleu為愛爾蘭生產的法國賽駒，生涯戰績優秀，曾勝出聖格盧準則大賽及聖格盧大賽。

### 血統表
| 父線：北地舞人系（Nearctic系）   |                                    |              |              |
| 種馬 飛霸 1998年（棗色）         | 神話王 1982年（棗色）              | 北地舞人     | Nearctic     |
| 種馬 飛霸 1998年（棗色）         | 神話王 1982年（棗色）              | 北地舞人     | Naltama      |
| 種馬 飛霸 1998年（棗色）         | 神話王 1982年（棗色）              | Fairy Bridge | Bold Reason  |
| 種馬 飛霸 1998年（棗色）         | 神話王 1982年（棗色）              | Fairy Bridge | Special      |
| 種馬 飛霸 1998年（棗色）         | Gift of the Night 1990年（深棗色） | Slewpy       | 西雅圖迴旋   |
| 種馬 飛霸 1998年（棗色）         | Gift of the Night 1990年（深棗色） | Slewpy       | Rare Bouquet |
| 種馬 飛霸 1998年（棗色）         | Gift of the Night 1990年（深棗色） | Little Nana  | Lithiot      |
| 種馬 飛霸 1998年（棗色）         | Gift of the Night 1990年（深棗色） | Little Nana  | Nenana Road  |
| 繁殖雌馬 Baldwina 1998年（棗色） | Pistolet Bleu 1988年（棗色）       | Top Ville    | High Top     |
| 繁殖雌馬 Baldwina 1998年（棗色） | Pistolet Bleu 1988年（棗色）       | Top Ville    | Sega Ville   |
| 繁殖雌馬 Baldwina 1998年（棗色） | Pistolet Bleu 1988年（棗色）       | Pampa Bella  | Armos        |
| 繁殖雌馬 Baldwina 1998年（棗色） | Pistolet Bleu 1988年（棗色）       | Pampa Bella  | Kendie       |
| 繁殖雌馬 Baldwina 1998年（棗色） | Balioka 1985年（棗色）             | Tourangeau   | Val de Loir  |
| 繁殖雌馬 Baldwina 1998年（棗色） | Balioka 1985年（棗色）             | Tourangeau   | Torbella     |
| 繁殖雌馬 Baldwina 1998年（棗色） | Balioka 1985年（棗色）             | Bangalore    | Cadmus       |
| 繁殖雌馬 Baldwina 1998年（棗色） | Balioka 1985年（棗色）             | Bangalore    | Balbona      |
| 雌系：號族：1-n                  |                                    |              |              |
| 五代內近親交配：無               |                                    |              |              |

## 命名由來
名字中，One（ワン）意思即是一， Carat（カラット）就是鑽石的質量單位卡拉，香港則結合兩部分，以「一卡美鑽」作為翻譯。

## 外部連結
- 一卡美鑽 netkeiba.com （页面存档备份，存于）
- 血統表 （页面存档备份，存于）